# Bhawan Bahadur Nagar
Bhawan Bahadur Nagar – miasto w północnych Indiach w stanie Uttar Pradesh, na Nizinie Hindustańskiej.
Populacja miasta w 2001 roku wynosiła 9327 mieszkańców.